# ビラルマイヨール

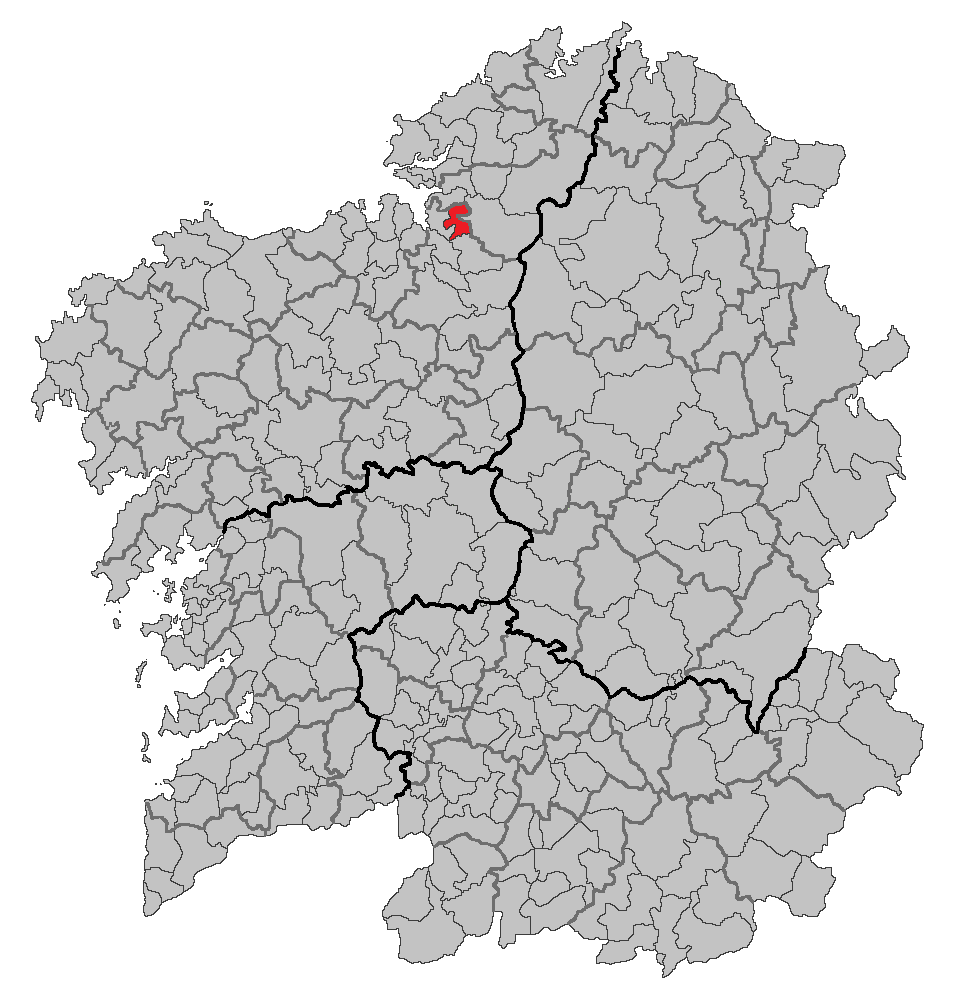

ビラルマイヨール（Vilarmaior）は、スペイン、ガリシア州、ア・コルーニャ県の自治体。コマルカ・デ・ベタンソスに属する。ガリシア統計局によると、2010年の人口は（2009年：1,294人、2006年：1,326人、2005年：1,343人、2004年：1,362人、2003年：1,350人）である。住民呼称はvilamaiorés/-esa。カスティーリャ語による表記はVillarmayor（ビジャルマジョール）。
ガリシア語話者の自治体住民に占める割合は97.44％（2001年）。

## 地理
ビラルマイヨールはア・コルーニャ県の北東部に位置し、コマルカ・デ・ベタンソスに属する。北はポンテデウメと、東はモンフェーロと、南はイリショーアと、西はミーニョの各自治体と隣接、面積は30.3km²、自治体の中心地はビラルマイヨール教区のア・アルマーダ地区。
ビラルマイヨールはベタンソス司法管轄区に属す。

### 人口
| ビラルマイヨールの人口推移 1900－2010                   |
|                                                         |
| 出典:INE（スペイン国立統計局）1900年 - 1991年、1996年 - |

## 政治
自治体首長はガリシア国民党（PPdeG）のカルロス・バスケス・キンティアン（Carlos Vázquez Quintián）、自治体評議員はガリシア国民党：8、ガリシア民族主義ブロック（BNG）：1となっている（2011年5月22日自治体選挙結果、得票順）。  
| 1999年6月13日自治体選挙 |        |        |          |
| 政党                    | 得票数 | 得票率 | 獲得議席 |
| PPdeG                   | 573    | 67.33% | 6        |
| BNG                     | 164    | 19.27% | 2        |
| PSdeG-PSOE              | 105    | 12.34% | 1        |

首長当選者：ホセ・ベニート・ソウト・ロウリード（PPdeG）
| 2003年5月25日自治体選挙 |        |        |          |
| 政党                    | 得票数 | 得票率 | 獲得議席 |
| PPdeG                   | 596    | 63.40% | 6        |
| BNG                     | 203    | 21.60% | 2        |
| PSdeG-PSOE              | 125    | 13.30% | 1        |

首長当選者：カルロス・バスケス・キンティアン（PPdeG）
| 2007年5月27日自治体選挙 |        |        |          |
| 政党                    | 得票数 | 得票率 | 獲得議席 |
| PPdeG                   | 620    | 66.52% | 6        |
| BNG                     | 206    | 22.10% | 2        |
| PSdeG-PSOE              | 99     | 10.62% | 1        |

首長当選者：カルロス・バスケス・キンティアン（PPdeG）
| 2011年5月22日の自治体選挙 |        |        |          |
| 政党                      | 得票数 | 得票率 | 獲得議席 |
| PPdeG                     | 707    | 82.21% | 9        |
| BNG                       | 87     | 10.12% | 1        |
| PSdeG-PSOE                | 52     | 6.05%  | 0        |

首長当選者：カルロス・バスケス・キンティアン（PPdeG）

## 教区
ビラルマイヨールは6の教区に分けられている。太字は自治体の中心地のある教区。
- ドローニャ（サンタ・マリーア）
- ゴイミル（サン・クリストーボ）
- グランダル（サン・ペドロ）
- トーレス（サン・シュルショ）
- ビラマテオ（サンティアーゴ）
- ビラルマイヨール（サン・ペドロ）